# Pipreola lubomirskii
A Pipreola lubomirskii a madarak osztályának verébalakúak (Passeriformes) rendjébe és a kotingafélék (Cotingidae) családjába tartozó faj.

## Rendszerezése
A fajt Wladyslaw Taczanowski lengyel zoológus írta le 1879-ben.

## Előfordulása
Az Andok keleti oldalán, Kolumbia déli részén, valamint Ecuadorban és Peru északi részén honos. Természetes élőhelyei a szubtrópusi vagy trópusi hegyi esőerdők. Állandó, nem vonuló faj.

## Megjelenése
Testhossza 18 centiméter.

## Életmódja
Gyümölcsökkel táplálkozik.